# Шлина
Шлина́ — река в Тверской области. Длина 102 км, площадь бассейна 2300 км², средний расход воды в устье 15,4 м³/с. Принадлежит к бассейну Балтийского моря. Протекает через Вышневолоцкое водохранилище и впадает в реку Цну напротив Цнинского канала. В месте впадения реки в водохранилище расположен посёлок Красномайский.
Притоки — Шлинка (левый); Граничная, Крупица, Лонница (правые).
Вытекает из озера Шлино на Валдайской возвышенности на границе с Новгородской областью. В истоке — плотина. Высота истока — 199 м над уровнем моря
Название реки, как и озера — балтийского происхождения («глинистая»), ср. лит. šlynas «тяжёлая светло-синяя глина».
В верховьях Шлина — быстрая и извилистая река шириной около 20 метров. В русле камни и перекаты, по берегам живописные леса.
В среднем течении протекает через небольшое озеро Глыби, после которого течение успокаивается.
За мостом железной дороги Бологое — Великие Луки (недалеко от реки — платформа Шлина) скорость течения вновь возрастает, русло становится очень извилистым, по берегам луга и сосновые леса. Ширина реки 30 — 40 метров.
На протяжении последних километров начинает сказываться подпор Вышневолоцкого водохранилища, ширина реки увеличивается, течение ослабевает, появляются острова, протоки и старицы.
Высота устья — 163,5 м над уровнем моря.
Река пользуется популярностью у туристов-водников.

## Топографические карты
- Лист карты O-36-92 Фирово. Масштаб: 1 : 100 000. Состояние местности на 1983 год. Издание 1987 г.
- Лист карты O-36-81 Бологое. Масштаб: 1 : 100 000. Состояние местности на 1983 год. Издание 1986 г.
- Лист карты O-36-93 Красномайский. Масштаб: 1 : 100 000. Состояние местности на 1982 год. Издание 1986 г.